# Michael Steele
Michael Stephen Steele (Andrews Air Force Base (Maryland), 19 oktober 1958) is een Amerikaanse politicus van de Republikeinse Partij. Hij was de 7e luitenant-gouverneur van Maryland van 2003 tot 2007 onder gouverneur Robert Ehrlich. Van 2009 tot 2011 was hij de partijvoorzitter van de Republikeinse Partij, hij was de eerste Afro-Amerikaanse partijvoorzitter in de geschiedenis. In 2006 stelde hij zich kandidaat voor de vrijgekomen zetel in de senaat, hij won de voorverkiezing voor de Republikeinse Partij maar verloor de verkiezing van de Democratische kandidaat Ben Cardin.

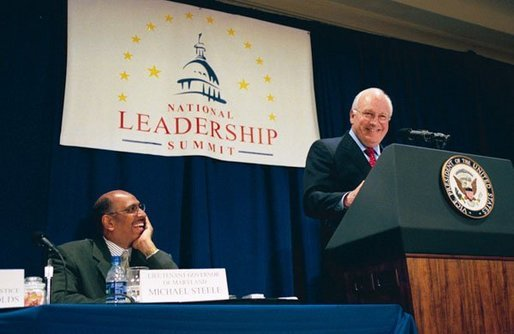
Michael Steele en toenmalig vicepresident Dick Cheney in 2004.

- International Standard Name Identifier: 0000 0000 4694 5502
- Library of Congress Control Number: no2007143608
- Nationale Bibliotheek van Polen: a0000002668324
- SNAC: w64852mm
- Virtual International Authority File: 56404850
- WorldCat: E39PBJjmQ776pH4bxMYYdtHgrq